# Vilija Blinkevičiūtė
Vilija Blinkevičiūtė (nascida em 3 de março de 1960 em Linkuva, Lituânia) é uma advogada e política lituana, membro do Parlamento Europeu e ex-Ministra da Segurança Social e Trabalho de longa data. Blinkevičiūtė é membro do Partido Social-Democrata da Lituânia desde 2006.

## Carreira política
Em 2000, Blinkevičiūtė foi nomeada Ministra da Segurança Social e do Trabalho, primeiro no governo do Primeiro-Ministro Rolandas Paksas. Ela permaneceu no cargo até 2008.

### Membro do Parlamento Europeu, 2009 - presente
Blinkevičiūtė é membro titular da Comissão do Emprego e dos Assuntos Sociais (EMPL) e da Delegação à Assembleia Parlamentar Euronest, e membro suplente da Comissão das Liberdades Cívicas, Justiça e Assuntos Internos. Ela também pertence ao Intergrupo de Deficiências, ao Intergrupo de Direitos da Criança e ao Intergrupo de Pobreza Extrema e Direitos Humanos.